# Gornji Grbavci
Gornji Grbavci (cyr. Горњи Грбавци) – wieś w Bośni i Hercegowinie, w Republice Serbskiej, w mieście Zvornik. W 2013 roku liczyła 962 mieszkańców.